# Porphyrinia compuncta
Porphyrinia compuncta är en fjärilsart som beskrevs av Lederer 1871. Porphyrinia compuncta ingår i släktet Porphyrinia och familjen nattflyn. Inga underarter finns listade i Catalogue of Life.